# Martijn Fischer
Martijn Fischer (Utrecht, 28 januari 1968) is een Nederlands acteur en zanger.
Na zijn middelbare school ging Fischer naar de conservatoriumvooropleiding in Hilversum. Hij stapte na een jaar over naar de sociale academie in Driebergen om na het behalen van zijn propedeuse zich aan zijn ware passie te wijden: acteren.
Hij werd aangenomen op de Hogeschool voor de Kunsten Utrecht en studeerde daar in 1997 af als acteur. Fischer werkte met veel verschillende regisseurs, onder wie Peter de Baan, Helmert Woudenberg en Pieter Kramer.
Hij heeft onder andere in Baantjer, Liever verliefd, Floris, Afblijven, Gooische Vrouwen, Het Glazen Huis, ONM en VRijland gespeeld. Maar de meesten zullen hem kennen als Zwarte Piet in de televisieserie Bij Sinterklaas van jeugdzender Nickelodeon. Ook is hij bekend uit reclame voor krasloten en Nuon. Hij speelt ook in toneelstukken en musicals, zoals Soul, als de verschrikkelijke vleeslapeter in De GVR, een van de drie musketiers in het gelijknamige stuk naar de roman van Alexandre Dumas père en Mozes in Mozes. In 2007 speelde hij in de musical Matroos in de Doos naar een boek van Daphne Deckers. Daarna was hij te zien in Peter Pan van theatergroep MAX.
Fischer speelde André Hazes in de musical Hij Gelooft in Mij van Joop van den Ende en de film Bloed, zweet & tranen van Diederick Koopal. Voor zijn rol in deze film ontving hij een Gouden Kalf. In 2016 speelde Fischer de rol van Jezus in The Passion.
Hij woont in Zeist.

## Filmografie

### Film
- 2003: Liever verliefd - Mike
- 2004: Floris - Soldaat Kerker
- 2006: Afblijven - Bestuurder / vriend Jim
- 2007: De scheepsjongens van Bontekoe - Smid
- 2009: My Queen Karo - Badmeester
- 2010: De Nobelprijswinnaar - Bert De Brauw
- 2011: Lena - Rechercheur 2
- 2013: Mees Kees op kamp - Koos
- 2015: Bloed, zweet & tranen - André Hazes
- 2015: Hallo bungalow - Fridus
- 2016: The Passion - Jezus
- 2016: Rokjesdag - Edwin
- 2016: Onze Jongens - Bas
- 2016: Hart Beat - Vader Zoë
- 2016: Kung Fu Panda 3 - Po (in de Nederlandse nasynchronisatie)
- 2017: Dikkertje Dap - Opa Dik
- 2018: De wilde stad - Voice-over
- 2018: Mannen van Mars - Mark
- 2018: Redbad - Gebbe
- 2018: Gek van Oranje - Michael
- 2020: Onze Jongens in Miami - Bas
- 2022: Strijder - Dennis (vader van Dylan)
- 2024: Kung Fu Panda 4 - Po (in de Nederlandse nasynchronisatie)
- 2024: Juf Braaksel en de geniale ontsnapping - Boef

### Televisie
- 2006: Bij sinterklaas -  Een Piet
- 2008: Puppy Patrol - Boer Pieter (Seizoen 1, Afl. 8)
- 2009: Taartman, TV film - Guido
- 2009: Sorry Minister - Dekker (Seizoen 1, Afl. 5)
- 2009: 13 in de oorlog - Meneer Vos (Seizoen 1, Afl. 4)
- 2010: Flikken Maastricht - Danny Steenwijk (Seizoen 3, Afl. 7)
- 2010: Penoza - Vrachtwagenchauffeur (Seizoen 1, Afl. 6)
- 2010: 't Schaep met de 5 pooten - Man (Seizoen 3, Afl. 2)
- 2010 - 2011: VRijland - Arie Kruithof
- 2011: A'dam - E.V.A. - Tonnie (Seizoen 1, Afl. 1)
- 2012: Lijn 32 - Kok (Seizoen 1, Afl. 5)
- 2012 - 2014: Uitmarkt - André Hazes
- 2013: TV Show - Gast
- 2015: Ik hou van Holland - Deelnemer
- 2015: Bagels & Bubbels - Tony Kroese
- 2015: Bluf - Dan Robinson (Seizoen 2, Afl. 5)
- 2015: Koningsdag, TV film - Ron
- 2015 - 2017: Vechtershart - Eddie de Beer
- 2016: Lekker Nederlands - Gast
- 2016: The Passion - Jezus
- 2016: Petticoat - Fred Duprée
- 2017: Suspects - Ron Stokman (Seizoen 1, Afl. 5)
- 2017: Risky Rivers - Deelnemer
- 2017: Maestro (televisieprogramma) - Gast
- 2017: Van God Los (televisieserie) - Joris (Seizoen 4, Afl. 2)
- 2019: Sterke Verhalen - Gast
- 2019: Uitmarkt - Zichzelf
- 2019: The Big Music Quiz - Gast
- 2019: Je had erbij moeten zijn - Presentator
- 2021: De slet van 6vwo - Daniel Idema
- 2021 – 2022: Goede tijden, slechte tijden - Pieter Nieuwenhuis[2]
- 2024: De gevaarlijkste wegen van de wereld - Deelnemer
- 2024: Ik hou van Holland - Deelnemer
- 2024: Make Up Your Mind - Deelnemer
- 2024: Secret Duets - Deelnemer
- 2024: Hein - Ferdinand Mulder
- 2024: Medisch Centrum West - Vader van Jasmijn

## Theater
- 2004 - 2005: Een Vriendendienst, het Nationale Toneel
- 2009: De ingebeelde zieke, Theater Utrecht
- 2011: Augustus, Oklahoma, Theater Utrecht - Little Charlie Aiken
- 2012 - 2014: Hij Gelooft in Mij, Stage Entertainment - André Hazes
- 2013 - 2014: Holland zingt Hazes - Zanger
- 2017: The Christmas Show: A Christmas Carol, RTL Nederland - de Geest van Nu
- 2019 - 2020: Martijn Fischer zingt Hazes[3]

## Discografie
- 2019: Meer van jou[4]

## Prijzen
- 2013: Musical Award voor beste mannelijke hoofdrol in de musical Hij Gelooft in Mij
- 2015:  Gouden Kalf voor beste mannelijke hoofdrol in Bloed, zweet & tranen